# کارلوس روکا
کارلوس روکا (اسپانیایی: Carlos Roca‎؛ ۲۹ آوریل ۱۹۵۸ – ۱۰ ژوئن ۲۰۰۳) بازیکن هاکی روی چمن اهل اسپانیا بود.
وی در مسابقات کشوری و بین‌المللی در مجموع برندهٔ ۱ مدال نقره شده‌است.